# Bernard Lamotte
Pour les articles homonymes, voir Lamotte.
Bernard Lamotte (né le 30 juillet 1903 à Paris et mort le 28 septembre 1983 à New York) est un artiste, illustrateur et muraliste.

## Biographie
Bernard Lamotte intègre les Beaux-Arts au début des années 1920 où il se lie d'amitié avec Antoine de Saint-Exupéry. Il sera plus tard pressenti pour illustrer Le Petit Prince, avant que Saint-Exupéry ne décide de le faire lui-même.
De 1932 à 1935, il voyage à Tahiti et à New York où il s'installe pour poursuivre son art.
En 1936, la Galerie Wildenstein de New York lui organise sa première exposition personnelle. Son atelier se situait à l'étage du restaurant La Grenouille (restaurant) (en) où certaines œuvres y sont accrochées.

### Illustrateur
- Pierre Humbourg, L'homme qui n'a jamais vu le printemps, Les Éd. du monde moderne, 1929 (OCLC 799248745)
- Antoine de Saint-Exupéry, Pilote de guerre, 1942 (ISBN 9782072904028, OCLC 1226681628)
- Marcel Proust (trad. C. K. Scott-Moncrieff), Swann's way [« Du côté de chez Swann »], Limited Editions Club, 1954 (OCLC 1702965)
- (en) Victor Hugo (trad. Jessie Haynes), Notre-Dame de Paris (roman), Limited Editions Club, 1955 (OCLC 2421661)

### Contributions bibliophiliques
- Jean Vertex, Amitiés de Montmartre : eaux-fortes originales de Bernard Lamotte, Pablo Picasso, Maurice Utrillo et Lucie Valore, Paris, François Bernouard, 1949 (OCLC 497157513)